# Иоанн Бергамский
Иоанн Бергамский (итал. San Giovanni vescovo di Bergamo, VII — 688, Бергамо) — итальянский прелат, Ординарий епархий Бергамо, священномученик.

## Биография
Первый епископ Бергамо, о котором сохранились документальные свидетельства. Его правление приходилось на период борьбы с Монофелитством, присутствовал на соборе, созванном папой Агафоном в 679 году в Милане, его подпись стоит на 54-м месте под исповеданием веры.
Павел Диакон упоминает его, как человека необычайной святости (лат.  vir mirae sanctitatis), несомненно, епископ трудился над христианизацией лангобардов, он вернул древний собор Св. Викентия к истинному культу, о чём сообщалось в императорских указах.
Имеется эпистолярное наследие о переписке епископа с королем Лонгобардии Кунипертом по богословским и практическим вопросам.

## Почитание
Претерпел мучение во время мятежа предпринятого Алахисом, мощи были обретены во время реконструкции кафедрального собора св. Александра в Бергамо в 1291 году.